# Hipolipemiant
Els hipolipemiants, són un grup divers de productes farmacèutics que s'utilitzen en el tractament de les hiperlipèmies.

## Tipus
- Les estatines són particularment ben adaptades per reduir el colesterol LDL, però no redueixen el risc de malalties coronàries.[1][2] En estudis amb dosis estàndard, les estatines han demostrat reduir el cLDL en un 18% a 55%, depenent de l'estatina específica que es fa servir. Hi ha un risc de dany muscular greu (miopatia i rabdomiòlisi) amb estatines. La hipercolesterolèmia no és un factor de risc de mortalitat en persones majors de 70 anys i els riscos dels fàrmacs amb estatines augmenten més a partir dels 85 anys.[3]
- Els fibrats estan indicats per a la hipertrigliceridèmia. Els fibrats generalment baixen triglicèrids d'un 20% al 50%. El nivell de colesterol HDL també augmenta. Els fibrats poden reduir el LDL, encara que en general, en menor grau que les estatines. Similars a les estatines, hi ha un risc de dany muscular greu (miopatia i rabdomiòlisi) amb fibrats.
- Les resines d'intercanvi iònic, concretament els segrestants d'àcids biliars, són particularment eficaces per reduir el colesterol LDL pel segrest del colesterol que contenen els àcids biliars alliberats a l'intestí i prevenir la seva reabsorció a l'intestí. Disminueixen el LDL en un 15-30% i augmenta el HDL en un 3-5%. Tenen poc efecte sobre els triglicèrids, però pot causar un lleuger augment. Poden causar problemes gastrointestinals, i també poden reduir l'absorció d'altres medicaments i vitamines en l'intestí.
- L'ezetimiba (EFG, Ezetrol) és un inhibidor selectiu de l'absorció de colesterol de la dieta. També es comercialitza associat a la simvastatina o a l'atorvastatina.
- Altres
  - Els fitoesterols es troben naturalment en les plantes. Similars a la ezetimiba, fitosterols redueixen l'absorció de colesterol a l'intestí. Per tant, són més eficaces quan es consumeix amb els àpats. No obstant això, el mecanisme precís d'acció dels fitosterols difereix de l'ezetimiba.
  - L'orlistat la seva funció principal és evitar l'absorció del voltant del 30% de greixos de la dieta humana, reduint així la ingesta de calories (un fàrmac dissenyat per tractar l'obesitat) és un inhibidor de la lipasa pancreàtica - un enzim que descompon els triglicèrids en l'intestí.